# Atrasana grisea
Atrasana grisea är en fjärilsart som beskrevs av M.Gaede 1930. Atrasana grisea ingår i släktet Atrasana och familjen tandspinnare. Inga underarter finns listade i Catalogue of Life.